# Oppidum
Opidum (latinsko: oppidum, mn. oppida), veliko utrjeno naselje iz železne dobe. Opidi so se pojavili v 2. in 1. stoletju pr. n. št. se razširili po Evropi od Britanije na zahodu do roba Panonske nižine na vzhodu. Obdržali so se do začetka rimskih osvajanj Evrope. Na ozemlju severno od Donave, ki ga Rimljani niso osvojili, so se opidi uporabljali še v 1. stoletju n. št..

## Definicija
Oppidum je latinska beseda, ki je pomenila glavno naselje v posamezni upravni enoti antične rimske države. Izpeljana je iz zgodnejšega latinskega izraza ob-pedum, ki pomeni  ograjen prostor, ali morda iz praindoevropskega  *pedóm-, ki pomeni zaseden prostor ali odtis noge. Julij Cezar je naziv oppidum uporabljal za večja keltska naselja iz železne dobe v Galiji. Izraz se sedaj uporablja za opis velikih predrimskih mest v zahodni in srednji Evropi.
V arheologiji in prazgodovini se izraz opidum nanaša na kategorijo naselij. Izraz v tem pomenu so prvi uporabili Reinecke, Dechelette in Dehn za opide Bibrakto, Manching in Závist. Večina definicij opida poudarja njegove utrdbe, po katerih se je razlikoval od nebranjenih kmetij in naselij, in značilnosti mesta, po katerih se je razlikoval od gradišč. Opidi so se pojavili v 2. in 1. stoletju pr. n. št. kot proizvod evropske latenske kulture. Njihova površina naj bi merila od 20 do 25 hektarjev, vendar je bila fleksibilna, saj so k opidom pogosto prištevali tudi nekatera utrjena mesta, ki so obsegala samo dva hektarja. Izraz se ni vedno uporabljal dosledno in se je uporabljal tudi za vsa gradišča iz latenskega obdobja. Ena od posledic neskladnih definicij opida je, da se ne da ugotoviti njihovega natančnega števila.

## Značilnosti
Opidi so se na splošno delili na dve veliki skupini: na tiste ob sredozemski obali in tiste na celini. Slednji so bili večji, bolj raznoliki in bolj oddaljeni drug od drugega.
Po mnenju poznavalca prazgodovine Johna Collisa so se opidi na vzhodu Evrope gradili vse do Panonske nižine, kjer jih je zamenjala drugačna vrsta naselij. Naselja, podobna opidu, so se gradila tudi v osrednji Španiji. Imela so približno enako velikost in obzidja, njihova notranja ureditev pa je bila povsem drugače.
Glavne značilnosti opidov so bile obzidje z vrati, prostoren tloris in poveljniški položaj, s katerega je bil dober pregled nad dogajanjem v okolici. Impresivno obzidje z dovršenim vhodom je bilo po mnenju Jane McIntosh pomembno tudi za razkazovanje moči.
Velikost in zgradba opidov sta bili zelo raznoliki. Tipični opidi na Češkem in Bavarskem so bili mnogo večji od tistih v severni in zahodni Franciji. Tipični opidi v Britaniji so bili majhni, čeprav je bila na jugovzhodu tudi skupina velikih. V severni Britaniji so bili opidi redki. Izjema je bil Stanwick s površino 350 hektarjev. 
Za opide v srednji Evropi so bili značilni tako imenovani kelheimski okopi (nemško: Pfostenschlitzmauer), zgrajeni iz mreže brun, zapolnjene z zemljo ali drobirjem. Na zunanji strani okopa je bil kamnit zid, pred njim pa v zemljo zabita bruna. Proti vzhodu Evrope so bili okopi iz zemlje pogosto podprti samo z bruni. Za zahodno Evropo je značilem murus gallicus, zgrajen iz mreže med seboj zbitih brun, zasutih z zemljo ali drobnim kamenjem. Za Britanijo so bili značilni okopi iz zbite zemlje brez mreže brun, kakršne so kasneje gradili tudi v Franciji.

## Zgodovina
V prazgodovinski Evropi je število prebivalcev začelo naraščati. Ocenjuje se, da je v mlajši kameni dobi okoli leta 5.000 pr. n. št. v Evropi živelo od 2 do 5 milijonov prebivalcev. V pozni železni dobi je število prebivalcev naraslo na približno 15 do 30 milijonov. Izven Grčije in Italije, ki sta bili bolj gosto naseljeni, so bila v železni dobi naselja večinoma majhna in verjetno niso imela več kot 50 prebivalcev. Na gradiščih je prebivalo do 1.000 prebivalcev, v opidih pa do 10.000 prebivalcev.
Opidi so začeli nastajati v 2. in 1. stoletju pr. n. št.. Večina opidov je bila zgrajena na novih lokacijah, praviloma na vzpetinah. Takšen položaj jim je omogočal obvladovanje bližnjih trgovskih poti in bil morda pomemben tudi kot simbol moči. Višina okopov, na primer v opidu Ulaca v Španiji, je bila različna: okopi, ki so bili obrnjeni proti dolini, so bili znatno višji od tistih, ki so bili obrnjeni proti goram. Tradicionalna razlaga takšne gradnje je, da so bili nižji okopi nedokončani zaradi vdora Rimljanov. Arheolog John Collis takšno razlago zavrača, saj je prebivalcem uspelo na drugem mestu zgraditi obzidje s površino 20 hektarjev, ki obdajalo površino 80 hektarjev. Tudi Collis je prepričan, da je bila vloga obzidja kot statusnega simbola morda še bolj pomembna od njegove obrambne vloge.
Čeprav so nekateri opidi zrasli iz gradišč, niso imeli vsi tudi značilnih obrambnih funkcij. Razvoj opidov je bil mejnik v urbanizaciji celinske Evrope, saj so bili prva velika naselja severno od Sredozemskega morja, ki so imela značilnosti mest. Cezar je poudaril, da je imelo vsako galsko pleme po več opidov in da niso bili vsi enako pomembni, kar morda kaže na nekakšno hierarhijo. 
Opidi so se obdržali do začetka rimskih osvajanj železnodobne Evrope. Germani severno od Donave, katerih Rimljani niso podjarmili, so jih uporabljali do poznega 1. stoletja n. št.. Rimljani so na pokorjenih ozemljih opide uporabljali za upravna središča, iz katerih so se kasneje razvila prava rimska mesta. V teh primerih so se z vzpetin pogosto preselili na ravnice.

## Seznam opidov

### Francija
- Alezija
- Bibrakta (Mont Beuvray), 135 ha
- Vesontio
- Gergovija, 75 ha
- Corent
- Divodurum, predhodnik sedanjega Metza, opidum Mediomatrikov
- Montlaurès
- Altimurium
- Ensérune
- Entremont
- Pech Maho
- Salon-de-Provence
- Toulouse

### Belgija in Luksemburg
- Aduaticorum, Valonija, Belgija
- Canteleux, Huissignies, Chièvres, Valonija, Belgija
- Cheslé, Bérisménil, Samrée La Roche-en-Ardenne, Valonija, Belgija
- Chession, Han-sur-Lesse, Rochefort, Valonija, Belgija
- Flobecq, Valonija, Belgija
- Gilly-Ransart, Charleroi, Valonija, Belgija
- Gougnies, Gerpinnes, Valonija, Belgija
- Orchimont, Vresse-sur-Semois, Valonija, Belgija
- Sinsin, Somme-Leuze, Valonija, Belgija
- Titelberg, Luksemburg

### Nemčija
- Heidengraben, 1400 ha
- Kelheim, 600 ha
- Manching, 380 ha
- Donnersberg, 240 ha
- Glauberg
- Alcimoennis

| - Basel-Münsterhügel, Švica - Závist, Češka republika, 170 ha - Stradonice, Češka republika - Staré Hradisko, Češka republika - Na Hrádnici, Češka republika - Třísov, Češka republika - Hostýn, Češka republika - Bratislava, Slovaška - Devín, Slovaška - San Cibrao de Lás, Galicija, Španija - Iruña-Veleia, Álava, Španija - Cerro de la Plaza de Armas de Puente Tablas, Jaén, Španija - Noega, Gijón, Španija - Mesa de Miranda, provinca Ávila, Španija - Cogotas, provinca Ávila, Španija - Contrebia Leucade, La Rioja, Španija - Óbidos, Portugalska - Ulaca, provinca Ávila, Španija - Nanstallon, Anglija - Ratae Corieltauvorum, Leicester, Anglija - Traprain Law, Škotska - Verlamion, Anglija |